# Gudumagatta, Bhadravati
Gudumagatta là một làng thuộc tehsil Bhadravati, huyện Shimoga, bang Karnataka, Ấn Độ.